# Commelina dekindtiana
Commelina dekindtiana là một loài thực vật có hoa trong họ Commelinaceae. Loài này được Fritsch mô tả khoa học đầu tiên năm 1901.